# Almenêches
Almenêches ist eine französische Gemeinde mit 642 Einwohnern (Stand 1. Januar 2022) im Département Orne in der Region Normandie. Sie gehört zum Arrondissement Alençon und zum Gemeindeverband Sources de l’Orne.

## Lage
Die Gemeinde Almenêches liegt an der Mündung des Flusses Don in die Orne auf einer Höhe von ca. 180 m. Die nächstgrößere Stadt ist Alençon (ca. 35 Kilometer südlich). Umgeben wird Almenêches von den Nachbargemeinden Gouffern en Auge im Norden, Le Pin-au-Haras im Nordosten, Merlerault-le-Pin im Osten, Chailloué im Südosten, Le Château-d’Almenêches im Süden, Médavy im Südwesten, Boissei-la-Lande im Westen sowie Aunou-le-Faucon im Nordwesten. Das Klima ist in hohem Maße vom Meer beeinflusst; Regen (ca. 725 mm/Jahr) fällt verteilt übers ganze Jahr.

## Geschichte
Bereits im 8. Jahrhundert entstand ein karolingisches Benediktinerinnenkloster, in welchem die hl. Opportuna als Äbtissin wirkte. Im Jahre 1025 wurde Almenêches erstmals als Almanniscus urkundlich erwähnt, 1136 als Castrum Almaniscarum. Der Ortsname bezieht sich wahrscheinlich auf römische Soldaten alemannischer Abstammung, die sich im Rahmen des Litus Saxonicum gegen Ende des 3. Jahrhunderts oder zu Anfang des 4. Jahrhunderts im heutigen Nordfrankreich mit ihren Familien niedergelassen haben.

## Bevölkerungsentwicklung
| Jahr                       | 1962 | 1968 | 1975 | 1982 | 1990 | 1999 | 2010 | 2021 |
| Einwohner                  | 611  | 615  | 516  | 600  | 660  | 645  | 692  | 645  |
| Quellen: Cassini und INSEE |      |      |      |      |      |      |      |      |

Der anhaltende Bevölkerungsrückgang ist im Wesentlichen auf die Mechanisierung der Landwirtschaft und den damit einhergehenden Verlust von Arbeitsplätzen zurückzuführen.

## Sehenswürdigkeiten
- Die karolingische Gründung der Abtei Almenêches, eines Benediktinerinnen-Klosters, wurde mehrfach zerstört und wiederaufgebaut; die letzten verbliebenen Nonnen wurden im Jahr 1737 auf Grund einer königlichen Anweisung nach Argentan umgesiedelt.
- Die ehemalige Abteikirche aus dem 16./17. Jahrhundert blieb größtenteils erhalten und wurde Pfarrkirche. Der Turm schließt in einer mehrfach geschwungenen Haube; die Fassade zeigt ein Maßwerkfenster in Stilformen des 17. Jahrhunderts. Der Kirchenbau seit dem Jahr 1948 als Monument historique anerkannt.[4]

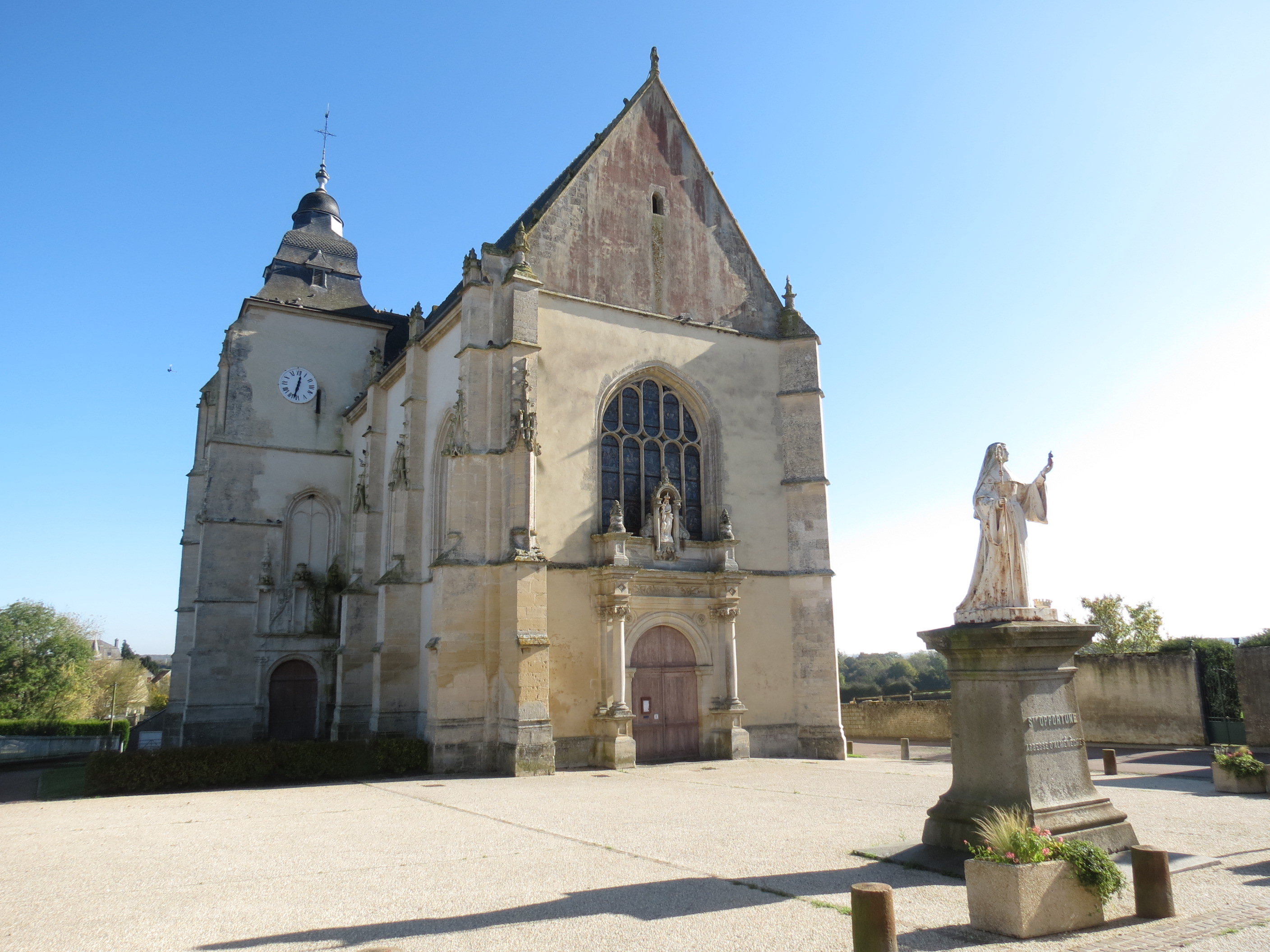
Ehemalige Abteikirche
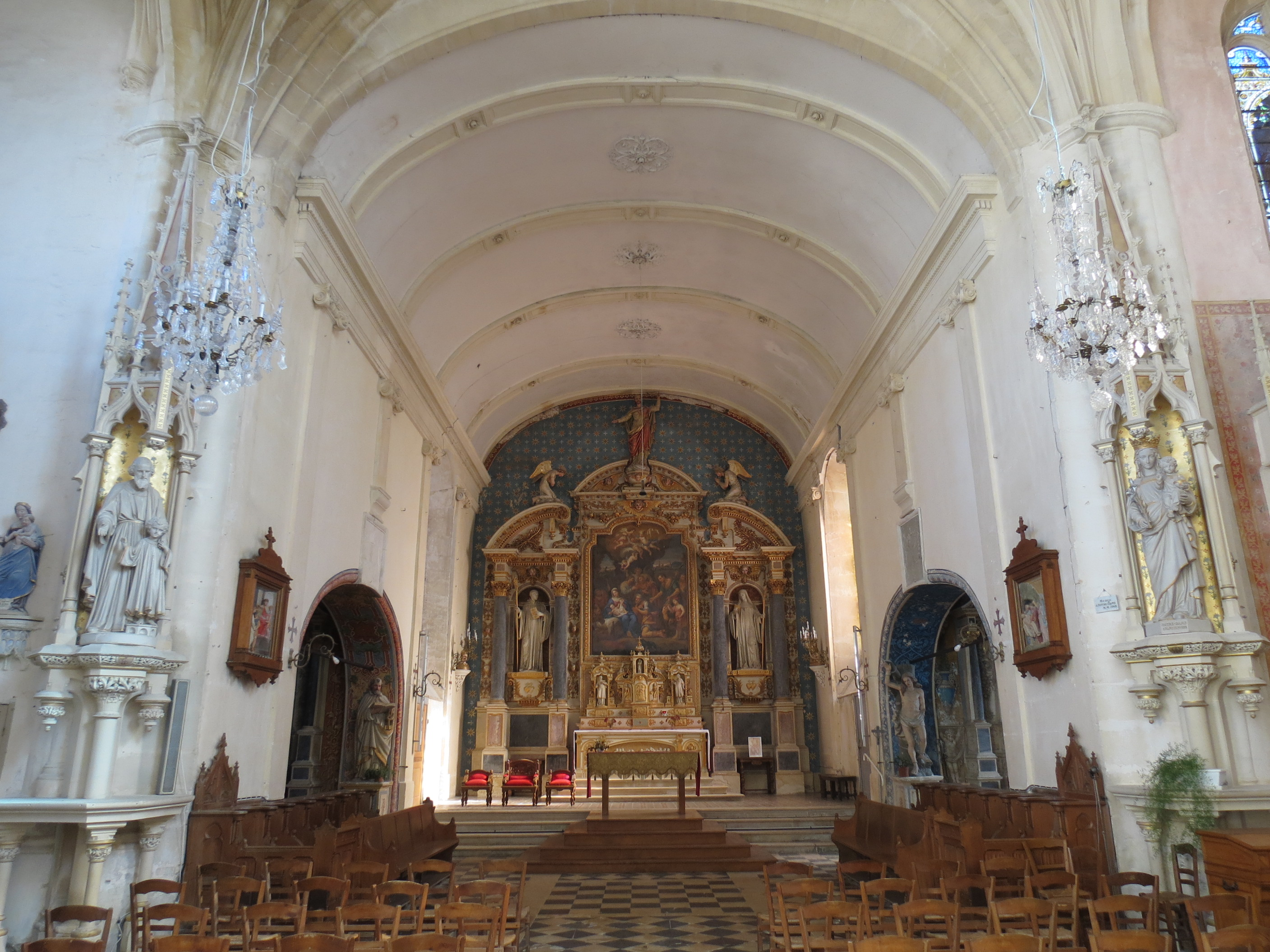
Schiff der Abteikirche
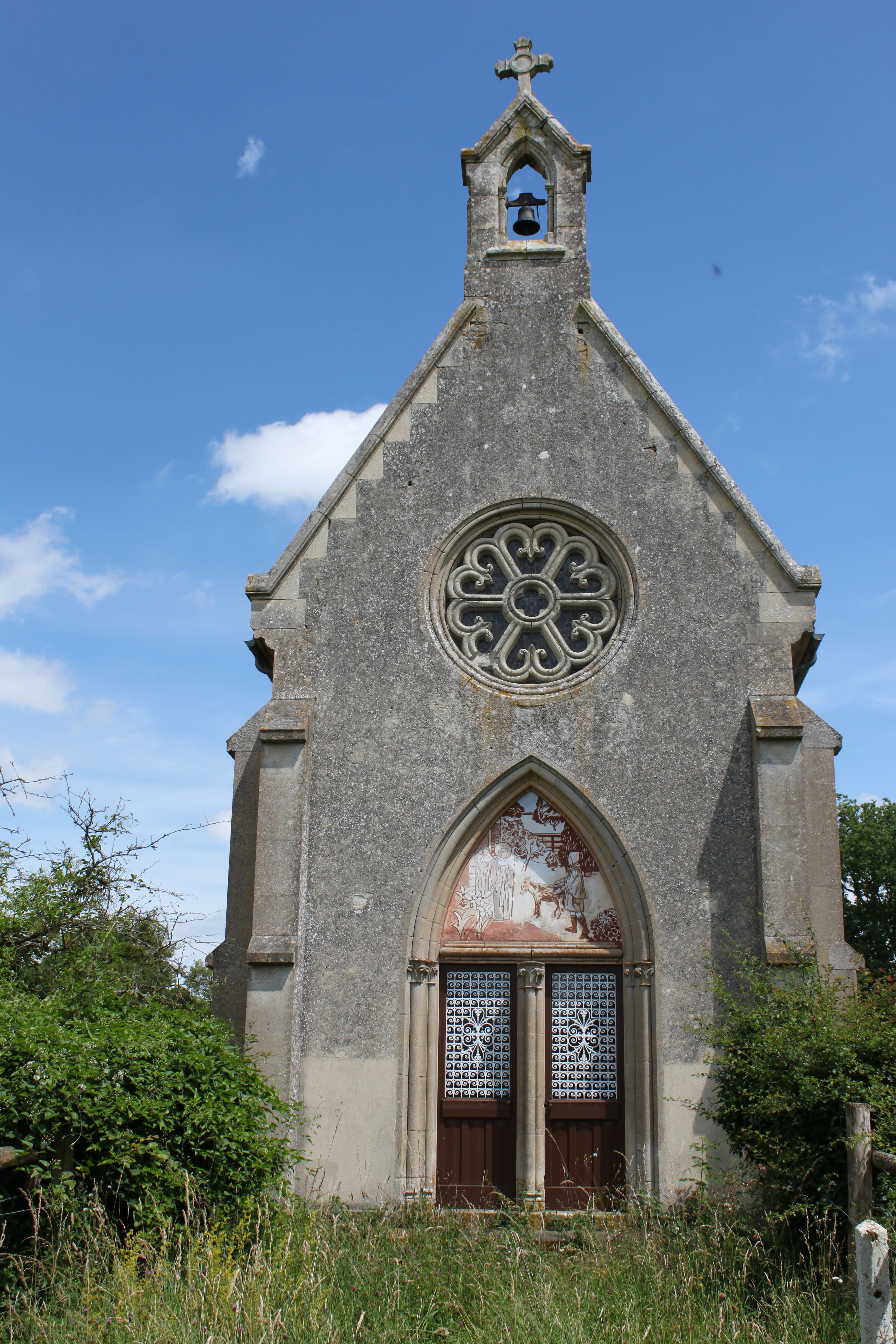
Kapelle Sainte-Opportune
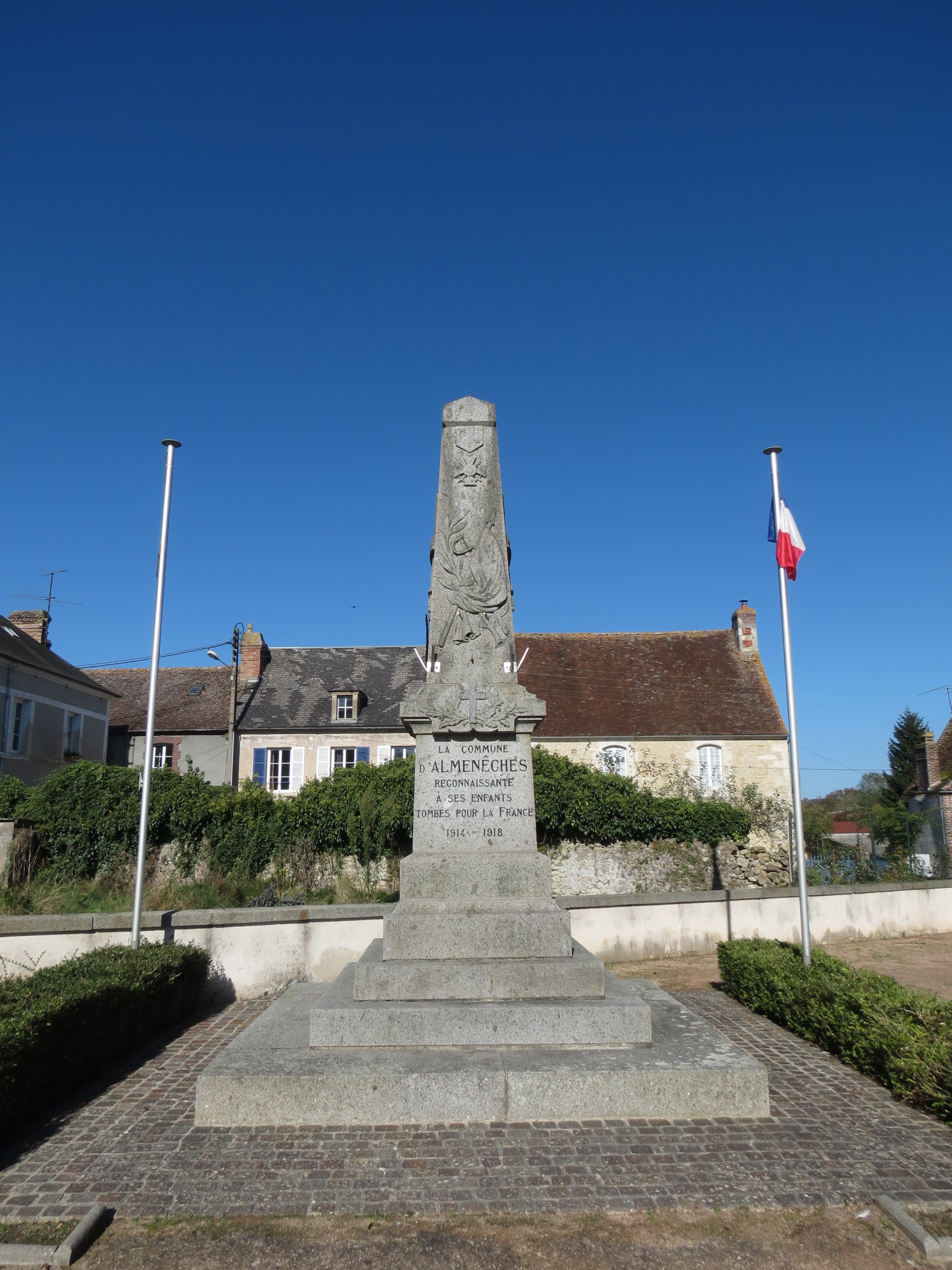
Gefallenendenkmal

## Wirtschaft
In der Umgebung des Ortes wird traditionell in hohem Maße Feld- und Weidewirtschaft betrieben. Im Ort selbst haben sich auch Handwerker, Händler und Dienstleister niedergelassen.

## Persönlichkeiten
- Opportuna von Sées (um 700–770), als Heilige verehrte Äbtissin von Almenêches
- Louis-Guillaume Perreaux (1816–1889), Erfinder